# Slovenska nota 2017
Slovenska nota 2017 je bila prva edicija slovenskega glasbenega tekmovanja Slovenska nota. Finalni večer je potekal 2. septembra 2017 v Delavskem domu Hrastnik. Tekmovanje je organiziral Mladinski center Hrastnik. Zmagovalka prve edicije tekmovanja je postala Samantha Maya.
Večer so vodili Kaja Čop, Mirza Ribič in Ana Špajzer.

## Format
Na javni avdiciji, ki je potekala 13. maja 2017 v Mladinskem centru Hrastnik, se je predstavilo 16 pevcev in pevk iz celotne Slovenije. Strokovna komisija je na avdiciji izbrala 9 finalistk, ki so se predstavile na finalnem večeru, ki je potekal 2. septembra 2017. Na finalnem večeru se je vsaka od finalistk predstavila s priredbo slovenske pesmi, ki si jo je izbrala sama, skupaj s hišnim bendom. Kombinacija glasov strokovne komisije, ki je bila na finalnem večeru nova, in glasov publike v dvorani Delavskega doma Hrastnik je določila zmagovalko prvega poteka tekmovanja.

## Finalistke Slovenske note 2017
Mladinski center Hrastnik je imena vseh finalistk razglasil 15. maja 2017 na spletnih omrežjih.
| Ime tekmovalke | Naslov izvedene priredbe slovenske pesmi na finalnem večeru |
| -------------- | ----------------------------------------------------------- |
| Katja Brcar    | Vanilija (orig. Maja Keuc)                                  |
| Nika Čižmek    | Kaj je to življenje (orig. Eva Boto)                        |
| Eva Erjavec    | Gabriel (orig. Regina)                                      |
| Anica Garić    | Zate (orig. Bazar)                                          |
| Gaja Kolenc    | Poljubljena (orig. Tabu)                                    |
| Pia Kos        | Čas za nas (orig. Nika Zorjan)                              |
| Samantha Maya  | Kdo je kriv (orig. Muff)                                    |
| Klara Planteu  | Ob kavi (orig. Anabel)                                      |
| Maruša Zmrzlak | Naj sije v očeh (orig. Muff)                                |

## Članice in člani strokovnih komisij
Strokovno komisijo na avdiciji so sestavljali Rok Hvala, Nina Maurovič in Simon Tanšek.
Strokovno komisijo na finalnem večeru so sestavljali Petra Ambrož, Igor Gošte, Dada Kladenik, Nataša Kreže in Nina Maurovič.

## Finalni večer
Finalni večer je potekal v Delavskem domu Hrastnik. Finalistke so predstavile priredbe slovenskih pesmi skupaj s hišnim bendom v živo. Hišni bend so sestavljali Manca Pinterič (klaviature), Sebastjan Podlesnik (bas kitara), Marko Bezovšek (kitara) in Dejan Tabor (bobni).  V šovprogramu je nastopila Nina Maurovič, ena od članic strokovne komisije, s pesmijo Te ne premakne. Zmagovalka prve edicije tekmovanja je postala Samantha Maya, ki je zapela priredbo pesmi Kdo je kriv (orig. Muff).

## Rezultati Slovenske note 2017
Med devet (9) finalistk se je porazdelilo šeststo (600) točk. Polovico točk (50 %) je podelila pet-članska strokovna komisija na finalnem večeru, preostalo polovico točk (50 %) pa je podelila publika v dvorani Delavskega doma Hrastnik. Ljudje v dvorani so glasovali na fizične glasovnice. Sistem glasovanja je bil proporcionalen - tolikšen odstotek glasov, kolikor jih je bilo oddanih za eno finalistko v dvorani, tolikšen odstotek točk je slednja finalistka prejela od tristo (300) točk publike. Vsak član komisije je imel na voljo 55 točk - vsak član komisije je podelil točke 1, 2, 3, 4, 5, 6, 7, 8, 9 in 10 - pri čemer je deset (10) točk podelil najboljši finalistki večera po svoji presoji. Vsaka finalistka je od tristo (300) točk komisije prejela tolikšen odstotek točk, kolikšen odstotek točk je bil zanjo oddan od vseh točk strokovne komisije.
| Finalistka     | Točke strokovne komisije | Točke publike v dvorani | Skupne točke | Končna uvrstitev |
| -------------- | ------------------------ | ----------------------- | ------------ | ---------------- |
| Pia Kos        | 8                        | 10                      | 18           | 9.               |
| Anica Garić    | 25                       | 25                      | 50           | 7.               |
| Gaja Kolenc    | 35                       | 61                      | 96           | 2.               |
| Klara Planteu  | 21                       | 24                      | 45           | 8.               |
| Nika Čižmek    | 53                       | 25                      | 78           | 3.               |
| Eva Erjavec    | 36                       | 19                      | 55           | 6.               |
| Katja Brcar    | 32                       | 42                      | 74           | 5.               |
| Maruša Zmrzlak | 39                       | 36                      | 75           | 4.               |
| Samantha Maya  | 51                       | 58                      | 109          | 1.               |

## Prva pesem Samanthe Maye
Zmagovalka Samantha Maya je za svojo zmago prejela nagrado od Mladinskega centra Hrastnik. Slednji ji je poklonil prvo slovensko pesem z naslovom Tu in tam. Melodijo za pesem Tu in tam je napisal Rok Hvala, avtor, ki ga je že pred pričetkom tekmovanja izbral Mladinski center Hrastnik, besedilo pa je prispevala Urška Zoja Jeršin.
Mladinski center Hrastnik je slabo leto pred tekmovanjem Slovenska nota 2017 razpisal poseben razpis z naslovom Nota: besedilo za uglasbitev, kjer so od 11. novembra 2017 do 31. decembra 2016 zbirali vsa besedila pesnikov in pesnic, ki so ocenili, da bi njihova besedila bila primerna za uglasbitev. Posebna 10-članska strokovna komisija je izmed osemintrideset (38) prejetih in prijavljenih besedil izbrala tri (3) najboljša besedila, ki so bila po mnenju komisije primerna za uglasbitev. Posebno 10-člansko komisijo so sestavljali članice in člani iz treh področij delovanja. Prvo področje strokovne komisije so sestavljale profesorice slovenskega jezika, in sicer Aleksandra Jurman, Maruša Stoklasa Drečnik in Vesna Žnidar Kadunc. Drugo področje strokovne komisije so sestavljali oboževalci in oboževalke slovenske glasbe ter slovenskih festivalov, in sicer Anže Dejak, Monika Rožič in Tomaž Rutnik. Tretje področje strokovne komisije pa so sestavljali člani in članice, ki so aktivni v zasavskem lokalnem okolju, in sicer Jože Joško Buden (pevec skupine Zasavci), pevka Nataša Kreže, urednica hrastniškega občinske revije Mateja Jecl in direktor Mladinskega centra Hrastnik Jani Medvešek. Med najboljša tri besedila so se uvrstila: Lahko si vse (avtorica Laura Husar), Tu in tam (Urška Zoja Jeršin) in Potovanje (Vid Šteh).
Samantha Maya je po svoji zmagi na Slovenski noti 2017 izmed treh najboljših besedil sebi najljubše besedilo izbrala sama in si ga izbrala za besedilo svoje prve slovenske pesmi. Izbrala si je besedilo Tu in tam avtorice Urške Zoje Jeršin.